# 86
86（八十六）是85与87之间的自然数。

## 在数学中
- 第62個合數，正因數有1、2、43和86。前一個為85、下一個為87。
質因數分解為{\displaystyle 2\times 43}。
- 第66個虧數，真因數和為46，虧度為40。前一個為85、下一個為87。
- 第57個不尋常數，大於平方根的質因數為43。前一個為85、下一個為87。
- 第29個半質數。前一個為85、下一個為87。
- 第54個無平方數因數的數。前一個為85、下一個為87。
- 第12個十进制的自我數。前一個為75、下一個為97。
- 第50個十进制的奢侈數。前一個為85、下一個為87。
- 快樂數：86 → {\displaystyle {{{8}^{2}}+{{6}^{2}}}=100} → {\displaystyle {{{{1}^{2}}+{{0}^{2}}}+{{0}^{2}}}=1}

### 基本运算
| 乘法                             | 1  | 2   | 3   | 4   | 5   | 6   | 7   | 8   | 9   | 10  |  | 11  | 12   | 13   | 14   | 15   | 16   | 17   | 18   | 19   | 20   |
| -------------------------------- | -- | --- | --- | --- | --- | --- | --- | --- | --- | --- |  | --- | ---- | ---- | ---- | ---- | ---- | ---- | ---- | ---- | ---- |
| {\displaystyle {{86}\times {x}}} | 86 | 172 | 258 | 344 | 430 | 516 | 602 | 688 | 774 | 860 |  | 946 | 1032 | 1118 | 1204 | 1290 | 1376 | 1462 | 1548 | 1634 | 1720 |

## 在科学中
- 氡的原子序數[1]

## 在其它领域中
- 中華人民共和國的國際電話區號
- 在網路語言中，作「拜（掰）嘍」、「拜（掰）囉」、「拜（掰）啦」、「拜（掰）了」等解。
- T86戰鬥步槍，中華民國聯勤205廠第一款成熟量產的卡賓槍，現行換裝的T91戰鬥步槍也承襲其成熟設計。
- 豐田AE86，豐田出產的小車。
- 豐田86，豐田出產的小型跑車。
- 台灣學運人士洪崇晏的簡稱。
- 86－不存在的戰區－，是日本作家安里[註 1]所撰寫的輕小說作品。

## 註解及參考文獻
註解
1. ↑  前筆名為麻里。

參考文獻
1. ↑  .   [2012-12-08]. （原始内容存档于2016-04-10）.